# Joachim Neander
Joachim Neander (1650. – 1680.), njemački reformatorski (kalvinistički) crkveni učitelj, teolog i skladatelj.
Iako je u svijetu poznat po prezimenu Neander, prvo je bio Neumann. Po običaju vremena u kojm je živio, njegova je obitelj uzela antičku odoru i odabrala odgovarajuće antičko ime. Njegova se obitelj tako prozvala Neander. Godine 1674. Joachim Neander postao je rektor Latinske škole u Düsselgorfu. Tražeći inspiraciju za svoje skladbe, često je odlazio na rječicu Düssel, u onda usku vapnenačku dolinu. Proslavio se mnogim crkvenim pjesmama, od kojih se neke izvode i danas. Njemu u čast, još mnogo prije pronalaska kostiju pretpovijesnog čovjeka, dolina koju je volio prozvana je Neanderthal (njem. tal=dolina), tj. Neanderova dolina.
Uglavnom, da u 17. stoljeću nije bilo građanske sklonosti antičkim imenima, neandertalci bi danas vjerojatno bili "nuemannstalci" (nojmanstalci).